# Durbaniopsis saga
Durbaniopsis saga är en fjärilsart som beskrevs av Henry Trimen 1883. Durbaniopsis saga ingår i släktet Durbaniopsis och familjen juvelvingar. Inga underarter finns listade i Catalogue of Life.